# Moldavie au Concours Eurovision de la chanson 2020
La Moldavie était l'un des quarante et un pays participants prévus du Concours Eurovision de la chanson 2020, qui aurait dû se dérouler à Rotterdam aux Pays-Bas. Le pays aurait été représenté par la chanteuse  Natalia Gordienko et sa chanson  Prison, sélectionnées via O Melodie Pentru Europa 2020. L'édition est finalement annulée en raison de la pandémie de Covid-19.

## Sélection
Le diffuseur moldave TRM confirme sa participation le 13 novembre 2019.

### Format
La sélection moldave a lieu le 29 février 2020. Elle voit concourir dix-neuf artistes. Le gagnant est désigné par un vote constitué pour moitié du vote d'un jury expert et pour l'autre moitié du télévote moldave.

### Finale
- Vainqueur

| Ordre | Artiste                               | Chanson                   | Jury | Télévote | Télévote | Points | Place |
| Ordre | Artiste                               | Chanson                   | Jury | Voix     | Points   | Points | Place |
| ----- | ------------------------------------- | ------------------------- | ---- | -------- | -------- | ------ | ----- |
| 1     | Denis Midone                          | Like a Champion           | 0    | 117      | 0        | 0      | 20    |
| 2     | Natalia Gordienko                     | Prison                    | 12   | 3022     | 12       | 24     | 1     |
| 3     | Viorela Moraru                        | Remedy                    | 0    | 46       | 0        | 0      | 17    |
| 4     | Valentin Uzun & Irina Kovalsky        | Moldovița                 | 0    | 629      | 6        | 6      | 9     |
| 5     | Lavinia Rusu                          | Touch                     | 6    | 130      | 0        | 6      | 7     |
| 6     | Dima Jelezoglo                        | Do It Slow                | 0    | 343      | 4        | 4      | 11    |
| 7     | Diana Rotaru                          | Dale dale                 | 7    | 99       | 0        | 7      | 6     |
| 8     | Pasha Parfeny                         | My Wine                   | 10   | 1617     | 10       | 20     | 2     |
| 9     | Live Beat                             | Love Me Now               | 2    | 96       | 0        | 2      | 12    |
| 10    | Valeria Pașa                          | It’s Time                 | 3    | 500      | 5        | 8      | 5     |
| 11    | Maria Ciolac                          | Our Home                  | 0    | 82       | 0        | 0      | 19    |
| 12    | Sasha Letty                           | Summer of Love            | 0    | 37       | 0        | 0      | 18    |
| 13    | Irina Kit                             | Chain Reaction            | 0    | 73       | 0        | 0      | 14    |
| 14    | Petronela Donciu & Andreea Portărescu | We Will Be Legends        | 1    | 240      | 3        | 4      | 10    |
| 15    | LANJERON                              | Hi Five                   | 5    | 154      | 1        | 6      | 8     |
| 16    | Julia Ilienko feat. Mishel Dar        | Tears                     | 0    | 229      | 2        | 2      | 13    |
| 17    | Catarina Sandu                        | Die for You               | 4    | 824      | 8        | 12     | 4     |
| 18    | Alexandru Cibotaru                    | Cine te-a facut să plîngi | 0    | 43       | 0        | 0      | 15    |
| 19    | Maxim Zavidia                         | Take Control              | 8    | 650      | 7        | 15     | 3     |

La soirée se conclut sur la victoire de Natalia Gordienko avec sa chanson  Prison, ainsi désignée représentante de la Moldavie à l'Eurovision 2020. Natalia représente ainsi la Moldavie pour la seconde fois après l'édition 2006.

## À l'Eurovision
La Moldavie aurait participé à la deuxième demi-finale, le 14 mai puis, en cas de qualification, à la finale du 16 mai 2020.
Le 18 mars 2020, l'annulation du Concours en raison de la pandémie de Covid-19 est annoncée.